# Vittorio Alfieri
Hrabě Vittorio Amedeo Alfieri (17. ledna 1749 Asti – 8. října 1803 Florencie) byl italský satirický básník, spisovatel a dramatik. Je považován za zakladatele nové školy italského dramatu. Nejvýznamnější část jeho literárního odkazu tvoří tragédie, v nichž hlavním tématem je svoboda a boj s tyranem. Mezi nimi vynikají především Saul a Mirra. Psal také komedie, sonety, satiry a epigramy.
Alfieriho nejznámějším prozaickým dílem je autobiografie Vita di Vittorio Alfieri scritta da esso, která vyšla posmrtně v roce 1806.

## Život a kariéra

### Mládí a studium
Narodil se ve velmi staré šlechtické rodině. Měl bratra Giuseppe Maria a sestru Giulii. Otec, hrabě Antonio Amedeo Alfieri zemřel krátce po narození syna. Matka, savojská šlechtična Monika Maillard de Tournon se v roce 1750 znovu provdala a měla dalších pět dětí.  Vittorio, který byl vychováván v přísném a odtažitém prostředí, měl citlivou povahu a toužil po citovém kontaktu, což se projevovalo v jeho sklonech k neurotickému chování. Matka a strýc Pellegrino Alfieri ho v roce 1758 poslali do Královské akademie v Turíně, aby se v rámci rodinné tradice stal nižším důstojníkem. Strávil tam osm roků studiem literatury, historie, jazyků, rétoriky a práva, ale také šermu nebo jezdectví. Formální způsob vzdělávání, postrádající důraz na rozvoj kritického myšlení a přípravu pro reálný život, ho neuspokojoval. Potěšení mu přinášela četba klasických románů a hlavně hudba, která ho provázela celý život. Z Akademie odešel po smrti svého strýce v roce 1766   a narukoval do armády jako praporčík v provinčním pluku v Asti.
Po krátké vojenské kariéře s královým svolením Alfieri v následujících dvou letech cestoval po celé Evropě. Projel Itálii, podnikl cesty do Francie, Anglie a Holandska. Tam prožil velkou lásku k vdané šlechtičně a musel urychleně odjet, aby se vyhnul skandálu. Vrátil se do Turína, kde zůstal u své sestry Giulie až do svých dvaceti let. Věnoval se četbě osvícenské literatury, především francouzských autorů a také Plútarchových Životopisů, které ho inspirovaly vášní pro svobodu a nezávislost. V letech 1769 až 1772 podnikl svou druhou cestu do Evropy, tentokrát navštívil Rakousko, Prusko, Švédsko, Finsko a Rusko. V Anglii se zapletl do další milostné aféry s vdanou ženou a musel urychleně opustit Londýn. Pokračoval v putování, nejprve v Nizozemsku, pak ve Francii, Španělsku a nakonec v Portugalsku. Na cestách získal přehled o společenských poměrech v Evropě, začal projevovat hlubší zájem o politické záležitosti, přičemž se stal kritikem jakékoliv formy tyranie a politického nátlaku.

### Literární začátky
Do Turína se vrátil v roce 1773, zařídil si dům na náměstí San Carlo, ve kterém se pravidelně scházel se svými přáteli z Akademie. V armádě zůstal do roku 1774 a svou vojenskou kariéru ukončil v hodnosti poručíka. Začal studovat klasickou filologii a literaturu. Napsal, převážně ve francouzštině, svá první pojednání, inspirovaná Voltairovými spisy. Na podnět svého učitele abbé di Caluso začal psát verše, z nichž vznikla jeho první tragédie Cleopatra. Byla uvedena v Turíně roku 1775 a její úspěch přispěl k Alfieriho rozhodnutí věnovat se dramatické tvorbě.  V dubnu 1776 odjel na první ze svých literárních cest do Pisy a Florencie, aby se zlepšil v italštině, protože spisovný jazyk ovládal jen nedokonale, od dětství hovořil především piemontským nářečím. Dokončil zde tragédie Filippo a Polinice, které začal psát původně ve francouzštině a po nich následovala řada dalších. V roce 1777 pobýval v Sieně, kde se aktivně zapojil do kulturního života a napsal politický traktát Della Tirannide (O tyranii), v níž odsoudil absolutismus a vyslovil se pro svobodu jako absolutní právo všech lidí.
V říjnu 1777 potkal svou životní lásku, princeznu Louise ze Stolberg-Gedernu, hraběnku z Albany, která byla nešťastně provdána za skotského šlechtice Charlese Edwarda Stuarta. Aby jí mohl být nablízku a nebyl vázán svými povinnostmi v Piemontu, Alfieri postoupil veškeré své majetky sestře Giulii a pro sebe si ponechal pravidelnou rentu. Odjeli spolu do Říma, kde se hraběnka snažila získat od papeže svolení k odluce od násilnického manžela. Alfieri do roku 1785 dokončil čtrnáct tragédií, které publikoval ve třech svazcích vytištěných tiskárnami v Sieně. Získával věhlas jako dramatik i autor kritických a provokativních sonetů a epigramů. V roce 1783 se znovu vydal na cesty, aby ochránil Louisinu pověst. Projel různá místa Itálie po stopách Danteho a Petrarcy, z Anglie si přivezl několik koní. Po návratu se znovu setkal s Louisou, která v té době žila na zámku Martinsbergu v Colmaru v Alsasku. Alfieri tam napsal hry Agide, Sofonisba a Mirra. Ta je považována spolu se Saulem za Alfieriho mistrovské dílo.  Pracoval na teoretických pojednáních o literatuře, například Del principe e delle lettere (O vládci a literatuře). V ní prohlásil básníky za hlasatele svobody a lidské důstojnosti a přirozené nepřátele tyranů.

### Život ve Francii
V roce 1786 společně odjeli do Paříže, kde prožili období Velké francouzské revoluce. V Louisině salónu se setkával s mnohými literáty, mezi kterými vynikali Beaumarchais a André Chénier. Alfieri byl jako stoupenec svobody a nezávislosti podporovatelem její počáteční fáze. Literární tvorba z této doby svědčí o jeho politických postojích a přispěla k revoluční atmosféře. V otevřeném dopise vyzval krále Ludvíka XVI., aby dal svému lidu svobodu. Napsal dokonce oslavnou báseň na dobytí Bastily. Podporoval americkou revoluci a napsal sbírku ód vydaných pod názvem L'America libera a hru Brutus I. věnovanou Georgeovi Washingtonovi.  Alfieriho tragédie byly v této době publikovány známými tiskárnami Didot. Vývoj revoluce a nastolení tyranie jakobínů ho vedly k ostré změně názorů a k rozhodnutí Francii opustit. Napsal velmi ostrou satiru na francouzskou revoluci pod názvem Misogallo (Protifrancouz).

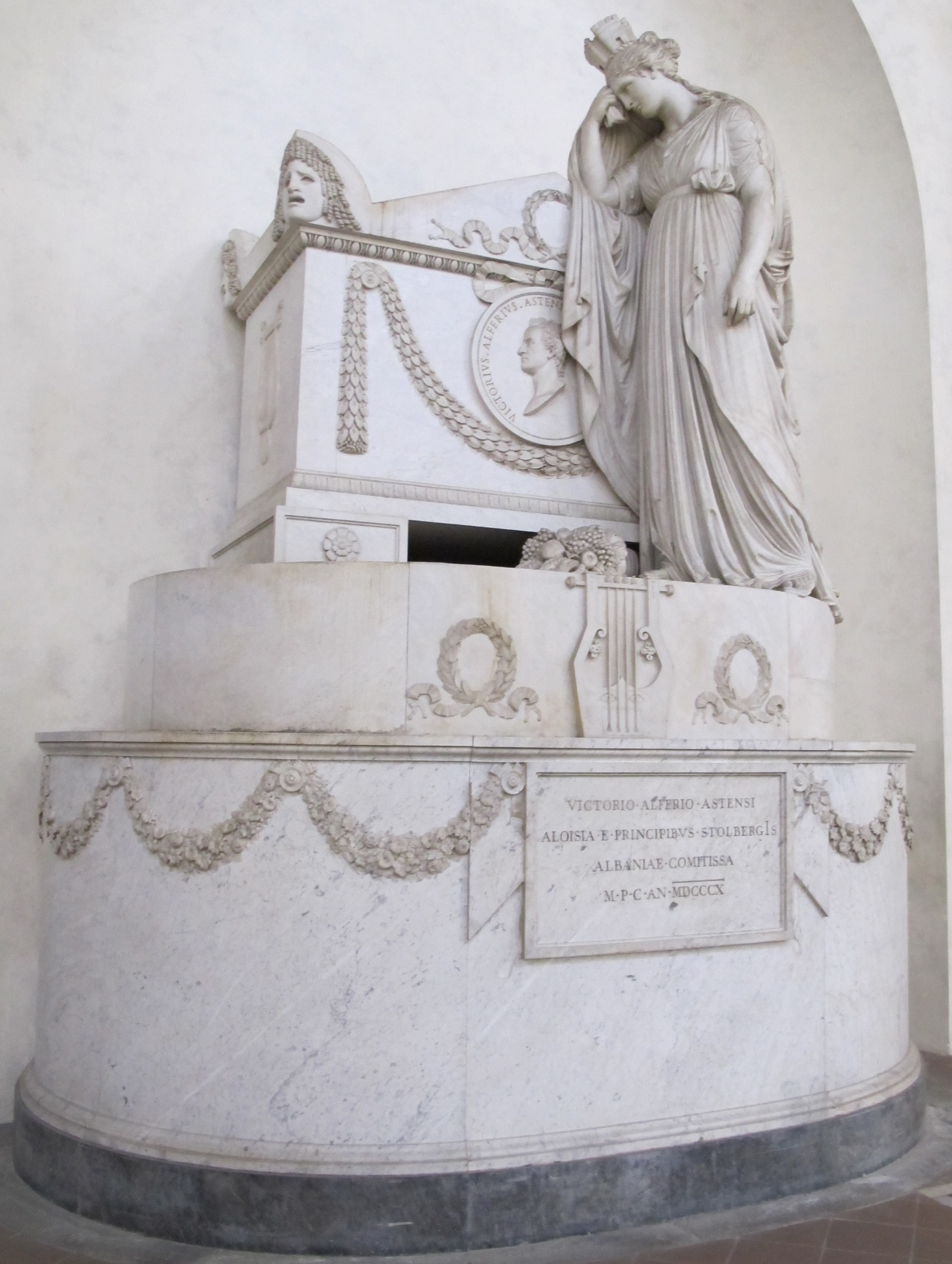
náhrobek Vittoria Alfieriho v bazilice Santa Croce ve Florencii

### Závěr života ve Florencii
V roce 1792 se s Louisou vrátili do Florencie.  Po smrti manžela v roce 1788 získala svobodu, ale usoudili, že pro ně bude výhodnější neuzavírat nové manželství. Během italského tažení napoleonských válek se Alfieri otevřeně a politicky nepostavil proti francouzské vládě, ale zcela odešel z veřejného života. Navzdory tomu, že žil osamocen, se stal idolem mnoha italských vlastenců a literátů a jeho tragédie byly veřejností přijímány s obrovským úspěchem. V Itálii měl mnoho obdivovatelů a pokračovatelů mezi literáty. Jako první hovořil o sjednocení Itálie a národním uvědomění. Své tragédie považoval za prostředek ke znovuoživení italské povahy a k občanskému a politickému osvobození Italů. Alfieri stál v čele nových dramatických autorů, kteří navázali na jeho způsob tvorby například Giovanni Pindemonte, Alessandro Pepoli, Vincenzo Monti, Ugo Foscolo, Francesco Benedetti. 
Závěrečné roky života Alfieri strávil studiem starořecké literatury a překladům klasiků Euripida, Sofokla, Aischyla, Aristofana. Z těchto inspirací vznikla poslední Alfieriho tragédie Druhý Alceste (1798). V letech 1801 až 1803 napsal šest komedií, z nichž čtyři L’Uno (Jeden), I Pochi (Nemnozí), I Troppi (Příliš mnozí) a L’Antidoto (Protijed) byly pojaty jako satirické texty s cílem přispět k politickému a společenskému obrození Itálie.  Dokončil svou autobiografii s názvem Vita scritta da esso (To napsal život), jejíž první část napsal už v roce 1790.
Jeho zdraví se stále zhoršovalo, trpěl chronickými žaludečními potížemi a nemocí ledvin, záchvaty dny a artritidy. Zemřel v roce 1803 a je pohřben ve florentském kostele Santa Croce společně s dalšími velkými osobnostmi jako Machiavelli a Michelangelo. V roce 1810 zde hraběnka z Albany nechala instalovat mramorový náhrobek, který zhotovil Antonio Canova.

## Dílo
Vittorio Alfieri se ve své době proslavil především jako dramatik. Napsal 22 tragédií, z nichž 3 byly publikovány až po jeho smrti. Mají v sobě sociální a politické poselství, líčí boj mezi občanským uvědoměním a společenským řádem založeným na hrubé moci, konflikt hrdiny a tyrana. Náměty vycházejí z mytologických příběhů nebo historických událostí. Dodržoval tradiční formu řecké tragédie o pěti dějstvích s jednotou času, místa a děje. Nositeli děje, soustředěného na jednu velkou vášeň, byly čtyři hlavní postavy. Používal nerýmovaný verš. Vynikají citovou hloubkou, jsou velkolepé a velmi rétorické, většinou v rouše mytologické alegorie vystihující jeho radikálně republikánské názory. Jeho tragédie (Saul, Filip, Abel) byly ve své době velmi slavné, Jsou ale poměrně vzdálené dnešnímu pojetí dramatiky, a proto nepříliš hrané.
Je také autorem šesti komedií, které napsal v závěru svého života, ale povětšině byly hodnoceny jako nepříliš zdařilé.
Své úvahy o způsobech vlády, odpor k tyranům a obdiv k hrdinům schopným individuální vzpoury publikoval v politických traktátech. Napsal také 17 satirických textů, v nichž se vyjadřoval k různým oblastem společenského života, například náboženství, morálka, vláda a její představitelé, vzdělání, literární teorie.
Jeho básnické dílo tvoří asi 400 básní, psaných v letech 1776 až 1799. Mají silně autobiografický charakter, jedná se vlastně o jakýsi deník ve verších, každá báseň nese obvykle označení data nebo místa. Většina má formu sonetu, jeho básnický jazyk je inspirován poezií Francesca Petrarcy.

### Tragédie
- Polinice (1781)
- Virginia (1781, 1783, přepracováno v roce 1789)

- Saul (1782))
- Filippo (1781, vydáno v roce 1783)
- Rosmunda (1783)
- Agamemnon (1783))
- Antigone (1783)
- Orestes (1783)
- Timoleon (1783, přepracován v roce 1789)
- Octavia (1783, znovu publikována v roce 1788)
- Merope (1785))
- Maria Stuarda (Marie Stuartovna, 1788))
- Agide (1788)
- La congiura de' Pazzi (Spiknutí šílených mužů, 1788)
- Brutus první (1789)
- Brutus druhý (1789)
- Don Garzia (1789))
- Sofonisba (1789))

- Mirra (1789)

publikováno posmrtně

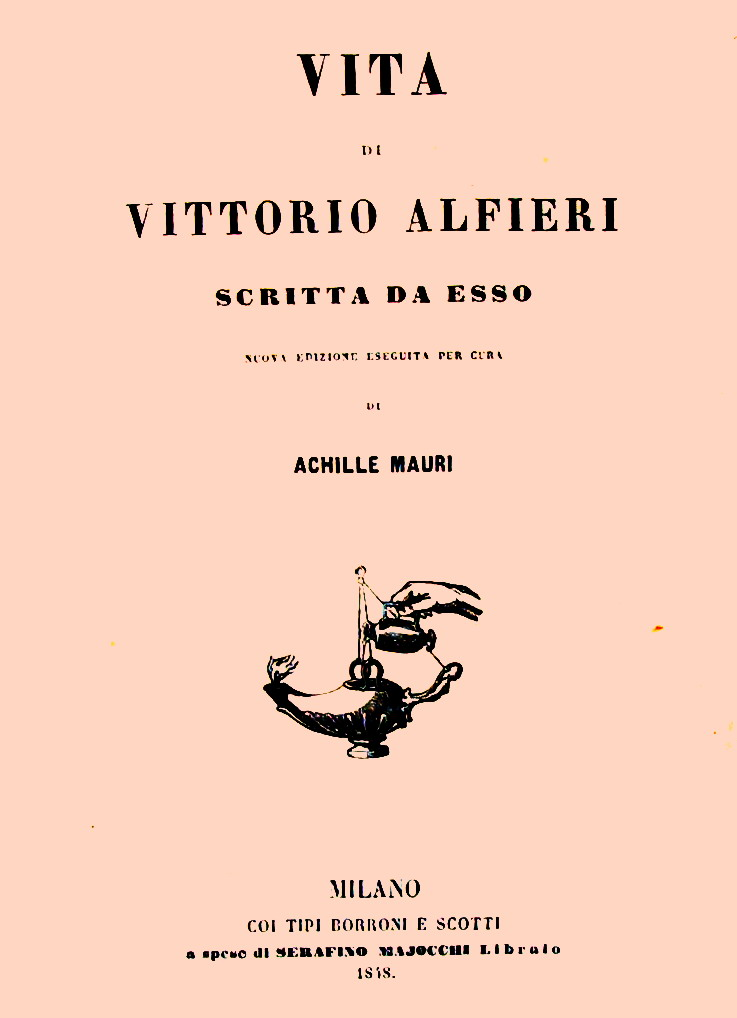
autobiografie Vittoria Alfieriho vydaná v Miláně 1848

- Kleopatra (on sám se později vzdal, 1774–1775, publikoval posmrtně)
- Alceste první (1798)
- Alceste druhý (1798)

### Tramelogedie
- Abel (1786) - pro hybridní žánr spojující operu a melodrama Alfieri sám použil název tramelogedie

### Komedie
- L’Uno (Ten, který)
- I pochi (Několik málo)
- I troppi (Příliš mnoho)
- L’antidoto (Protijed)
- La finestrina (Okno)
- Il divorzio (Rozvod)

### Politická próza a poezie
- Della tirannide (Tyranie (1777-1790)
- Del principe e delle lettere (Vládce a dopisy (1778-1786)
- Panegirico di Plinio a Trajano (Panegyrik Pliniův o Trajanovi, 1785)
- La Virtù sconosciuta (Neznámá ctnost, 1786)
- Elogio di Niccolò Machiavelli (Chvála Niccoly Machiavelliho,1794)
- L'Etruria vendicata (Pomstěná Etrurie, 1778)
- L'America libera (Svobodná Amerika, 1786)
- Parigi sbastigliato (Paříž bez Bastily, 1790)
- Misogallo (z řeckého miseìn, což znamená "nenávist" a "gallo", které je zkratka pro francouzské, 1814) ostrá kritika Francie a tyranů

### Satiry
- Prologo: Il cavalier servente veterano (Prolog: Šlechtic společníkem)
- I re (Králové) proti absolutní monarchii.
- I grandi (Velcí), zaměřená na privilegované šlechtice u dvora
- La plebe (Plebs), invektiva proti vrtkavé, divoké a krvavé chudině
- La Sesquiplebe se zabývá bohatiu městskou buržoazií
- Le leggi (Zákony,) s kritikou na nerespektování zákonů v Itálii
- L'educazione (Vzdělání)
- L'antireligioneria (Antináboženství) proti Voltairovu pojetí náboženství
- I pedanti (Pedanti) proti literární kritice.
- Il duello (Duel) na malichernost soubojů, inspirovaný mladistvými epizodami
- I viaggi (Cesty) na marnost cestování, i když sám byl velký cestovatel
- La filantropineria (Filantropie) proti teoretikům revoluce francouzštiny, zejména proti Rousseauovi
- Il commercio (Obchod) na morální podlost obchodní činnosti
- I debiti (Dluhy) proti špatné vládě národů
- La milizia (Milice) kritika militaristických států, jako je Prusko Fridricha II.
- Le imposture (Podvody) na tajné společnosti, jako zednáři a na různé filozofie 18. století
- Le donne (Ženy) o ženské sexualitě